# 타원 필터
타원 필터, 엘립틱 필터(Elliptic filter, 빌헬름 카우어의 이름을 딴 카우어 필터, 또는 예고르 졸로타레프의 이름을 딴 졸로타레프 필터)는 통과 대역과 차단 대역 모두에서 동일한 리플 (등리플) 특성을 갖는 신호 처리 필터이다. 각 대역의 리플 양은 독립적으로 조정 가능하며, 주어진 리플 값(리플이 균등화되었든 아니든)에 대해 동일 차수의 다른 어떤 필터도 이득의 통과 대역과 차단 대역 사이에서 더 빠른 천이를 가질 수 없다. 또는 통과 대역과 차단 대역 리플을 독립적으로 조정하는 기능을 포기하고 대신 부품 변동에 대해 최대 감도가 낮은 필터를 설계할 수 있다.
차단 대역의 리플이 0에 가까워지면 필터는 타입 I 체비쇼프 필터가 된다. 통과 대역의 리플이 0에 가까워지면 필터는 타입 II 체비쇼프 필터가 되고, 마침내 두 리플 값이 모두 0에 가까워지면 필터는 버터워스 필터가 된다.
각주파수 ω의 함수로서 저역 통과 타원 필터의 이득은 다음과 같다.
{\displaystyle G_{n}(\omega )={1 \over {\sqrt {1+\epsilon ^{2}R_{n}^{2}(\xi ,\omega /\omega _{0})}}}}
여기서 Rn은 n차 타원 유리 함수 (때로는 체비쇼프 유리 함수라고도 함)이며,
{\displaystyle \omega _{0}}는 차단 주파수
{\displaystyle \epsilon }는 리플 인자
{\displaystyle \xi }는 선택성 인자
리플 인자의 값은 통과 대역 리플을 지정하고, 리플 인자와 선택성 인자의 조합은 차단 대역 리플을 지정한다.

## 속성

ε = 0.5, ξ = 1.05인 4차 타원 저역 통과 필터의 주파수 응답. 통과 대역의 최소 이득과 차단 대역의 최대 이득, 그리고 정규화된 주파수 1과 ξ 사이의 천이 영역도 표시된다.

위 플롯의 천이 영역의 확대도.

- 통과 대역에서 타원 유리 함수는 0과 1 사이에서 변동한다. 따라서 통과 대역의 이득은 1과 {\displaystyle 1/{\sqrt {1+\epsilon ^{2}}}} 사이에서 변동한다.
- 차단 대역에서 타원 유리 함수는 무한대와 판별 인자 {\displaystyle L_{n}} 사이에서 변동하며, 이는 다음과 같이 정의된다.

{\displaystyle L_{n}=R_{n}(\xi ,\xi )\,}
따라서 차단 대역의 이득은 0과 {\displaystyle 1/{\sqrt {1+\epsilon ^{2}L_{n}^{2}}}} 사이에서 변동한다.
- {\displaystyle \xi \rightarrow \infty }의 극한에서 타원 유리 함수는 체비쇼프 다항식이 되므로 필터는 리플 인자 ε를 갖는 체비쇼프 타입 I 필터가 된다.
- 버터워스 필터는 체비쇼프 필터의 극한 형태이므로, {\displaystyle \xi \rightarrow \infty }, {\displaystyle \omega _{0}\rightarrow 0} 및 {\displaystyle \epsilon \rightarrow 0}의 극한에서 {\displaystyle \epsilon \,R_{n}(\xi ,1/\omega _{0})=1}이 되면 필터는 버터워스 필터가 된다.
- {\displaystyle \xi \rightarrow \infty }, {\displaystyle \epsilon \rightarrow 0} 및 {\displaystyle \omega _{0}\rightarrow 0}의 극한에서 {\displaystyle \xi \omega _{0}=1} 및 {\displaystyle \epsilon L_{n}=\alpha }가 되면 필터는 다음과 같은 이득을 갖는 체비쇼프 타입 II 필터가 된다.

{\displaystyle G(\omega )={\frac {1}{\sqrt {1+{\frac {1}{\alpha ^{2}T_{n}^{2}(1/\omega )}}}}}}

## 극점 및 영점

ε = 0.5, ξ = 1.05, ω_{0} = 1인 8차 타원 필터의 복소 주파수 공간 (s = σ + jω)에서 이득의 절대값의 로그. 흰색 점은 극점이고 검은색 점은 영점이다. 총 16개의 극점과 8개의 이중 영점이 있다. 천이 영역 근처의 단일 극점과 영점으로 보이는 것은 아래 확대된 보기와 같이 실제로는 4개의 극점과 2개의 이중 영점이다. 이 이미지에서 검은색은 0.0001 이하의 이득에 해당하고 흰색은 10 이상의 이득에 해당한다.

위 이미지의 천이 영역의 확대도. 4개의 극점과 2개의 이중 영점을 보여준다.

타원 필터 이득의 영점은 타원 유리 함수에 대한 문서에 파생된 타원 유리 함수의 극점과 일치한다.
타원 필터 이득의 극점은 타입 I 체비쇼프 필터 이득 극점의 파생과 매우 유사한 방식으로 파생될 수 있다. 간단히 하기 위해 차단 주파수가 1이라고 가정하자. 타원 필터 이득의 극점 {\displaystyle (\omega _{pm})}는 이득 분모의 영점이 된다. 복소 주파수 {\displaystyle s=\sigma +j\omega }를 사용하면 이는 다음을 의미한다.
{\displaystyle 1+\epsilon ^{2}R_{n}^{2}(-js,\xi )=0\,}
-js={\displaystyle -js=\mathrm {cd} (w,1/\xi )}를 정의하고 여기서 cd()는 야코비 타원 코사인 함수이며 타원 유리 함수의 정의를 사용한다.
{\displaystyle 1+\epsilon ^{2}\mathrm {cd} ^{2}\left({\frac {nwK_{n}}{K}},{\frac {1}{L_{n}}}\right)=0\,}
여기서 {\displaystyle K=K(1/\xi )}이고 {\displaystyle K_{n}=K(1/L_{n})}이다. w에 대해 풀면
{\displaystyle w={\frac {K}{nK_{n}}}\mathrm {cd} ^{-1}\left({\frac {\pm j}{\epsilon }},{\frac {1}{L_{n}}}\right)+{\frac {mK}{n}}}
여기서 역 cd() 함수의 여러 값은 정수 인덱스 m을 사용하여 명시적으로 표시된다.
타원 이득 함수의 극점은 다음과 같다.
{\displaystyle s_{pm}=i\,\mathrm {cd} (w,1/\xi )\,}
체비쇼프 다항식의 경우와 마찬가지로 (Lutovac & et al. 2001, § 12.8)에 명시적으로 복소수 형태로 표현할 수 있다.
{\displaystyle s_{pm}={\frac {a+jb}{c}}}
{\displaystyle a=-\zeta _{n}{\sqrt {1-\zeta _{n}^{2}}}{\sqrt {1-x_{m}^{2}}}{\sqrt {1-x_{m}^{2}/\xi ^{2}}}}
{\displaystyle b=x_{m}{\sqrt {1-\zeta _{n}^{2}(1-1/\xi ^{2})}}}
{\displaystyle c=1-\zeta _{n}^{2}+x_{i}^{2}\zeta _{n}^{2}/\xi ^{2}}
여기서 {\displaystyle \zeta _{n}}는 {\displaystyle n,\,\epsilon } 및 {\displaystyle \xi }의 함수이고 {\displaystyle x_{m}}은 타원 유리 함수의 영점이다. {\displaystyle \zeta _{n}}는 모든 n에 대해 야코비 타원 함수로 표현하거나 일부 차수, 특히 1차, 2차, 3차에 대해 대수적으로 표현할 수 있다. 1차와 2차에 대해 다음과 같다.
{\displaystyle \zeta _{1}={\frac {1}{\sqrt {1+\epsilon ^{2}}}}}
{\displaystyle \zeta _{2}={\frac {2}{(1+t){\sqrt {1+\epsilon ^{2}}}+{\sqrt {(1-t)^{2}+\epsilon ^{2}(1+t)^{2}}}}}}
여기서
{\displaystyle t={\sqrt {1-1/\xi ^{2}}}}
{\displaystyle \zeta _{3}}에 대한 대수적 표현은 다소 복잡하다 (Lutovac & et al. (2001, § 12.8.1) 참조).
타원 유리 함수의 중첩 속성을 사용하여 {\displaystyle \zeta _{n}}의 고차 표현을 구성할 수 있다.
{\displaystyle \zeta _{m\cdot n}(\xi ,\epsilon )=\zeta _{m}\left(\xi ,{\sqrt {{\frac {1}{\zeta _{n}^{2}(L_{m},\epsilon )}}-1}}\right)}
여기서 {\displaystyle L_{m}=R_{m}(\xi ,\xi )}이다.

## 최소 차수
최소한의 필수 요소 수를 사용하여 타원 필터를 설계하려면 타원 적분을 사용하여 타원 필터의 최소 차수를 다음과 같이 계산할 수 있다. 방정식은 표준 저역 통과 타원 필터만 설명한다. 짝수 차수 수정은 방정식이 설명하지 않는 오류를 유발한다.
{\displaystyle {\begin{aligned}\tau _{1}&={\sqrt {\frac {10^{\alpha _{p}/10}-1}{10^{\alpha _{s}/10}-1}}}\\\tau _{2}&={\frac {\omega _{p}}{\omega _{s}}}\\X_{1}&={\text{ Complete Elliptic integral of }}\tau _{1}\\X_{1}'&={\text{ Complete Elliptic integral of }}{\sqrt {1-\tau _{1}^{2}}}\\X_{2}&={\text{ Complete Elliptic integral of }}\tau _{2}\\X_{2}'&={\text{ Complete Elliptic integral of }}{\sqrt {1-\tau _{2}^{2}}}\\n&=ceil{\bigg [}{\frac {X_{1}'X_{2}}{X_{1}X_{2}'}}{\bigg ]}\\\end{aligned}}}
다음 표현식을 사용하여 타원 적분 계산을 제거할 수 있다.
{\displaystyle {\begin{aligned}k&={\text{ the selectivity factor }}={\frac {\omega _{p}}{\omega _{s}}}{\text{ (same as }}\tau _{2}{\text{ above)}}\\u&={\frac {1-{\sqrt[{4}]{1-k^{2}}}}{2(1+{\sqrt[{4}]{1-k^{2}}})}}\\q&=u+2u^{5}+15u^{9}+150u^{13}\\D&={\frac {10^{A_{s}/10}-1}{10^{A_{p}/10}-1}}{\text{ (same as }}1/\tau _{1}^{2}{\text{ above)}}\\n&=ceil{\bigg (}{\frac {\log {16D}}{\log(1/q)}}{\bigg )}\\\end{aligned}}}
여기서:
{\displaystyle \omega _{p}} 및 {\displaystyle \alpha _{p}}는 통과 대역 리플 주파수와 최대 리플 감쇠(dB 단위)
{\displaystyle \omega _{s}} 및 {\displaystyle \alpha _{s}}는 차단 대역 주파수와 최소 차단 대역 감쇠(dB 단위)
{\displaystyle n}은 최소 극점 수, 필터 차수이다.
ceil[]은 다음 정수로 올림 함수이다.

## 최소 Q-인자 타원 필터
Lutovac & et al. (2001, § 12.11, 13.14)를 참조하라.

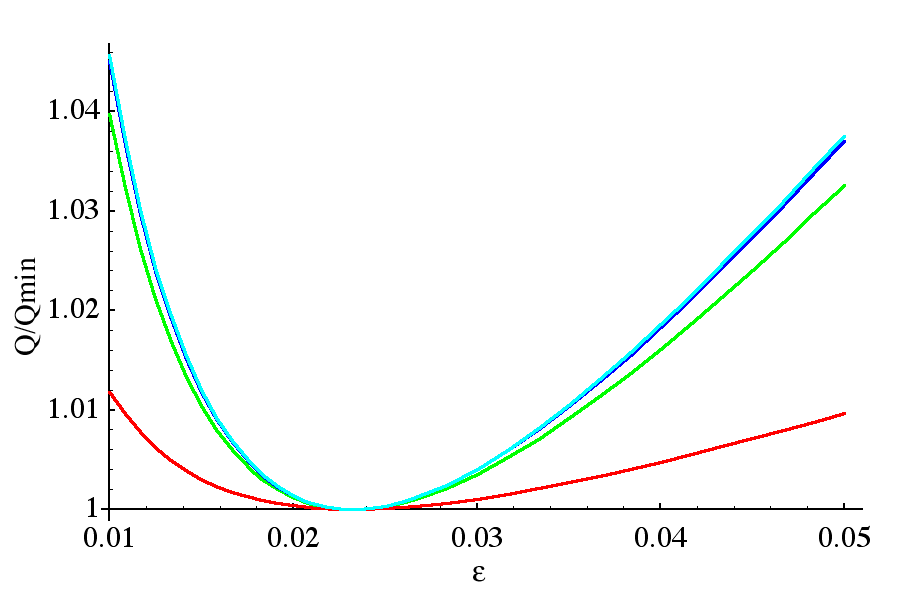

타원 필터는 일반적으로 통과 대역 리플, 차단 대역 리플 및 차단의 가파름에 대한 특정 값을 요구함으로써 지정된다. 이것은 일반적으로 사용해야 하는 필터 차수의 최소값을 지정한다. 또 다른 설계 고려 사항은 필터를 만드는 데 사용되는 전자 부품 값에 대한 이득 함수의 감도이다. 이 감도는 필터 전달 함수의 극점의 품질 인자(Q-인자)에 반비례한다. 극점의 Q-인자는 다음과 같이 정의된다.
{\displaystyle Q=-{\frac {|s_{pm}|}{2\mathrm {Re} (s_{pm})}}=-{\frac {1}{2\cos(\arg(s_{pm}))}}}
그리고 이득 함수에 대한 극점의 영향을 측정한다. 타원 필터의 경우, 주어진 차수에 대해 전달 함수의 모든 극점의 Q-인자를 동시에 최소화하는 리플 인자와 선택성 인자 사이의 관계가 존재한다.
{\displaystyle \epsilon _{Qmin}={\frac {1}{\sqrt {L_{n}(\xi )}}}}
이것은 부품 변동에 대한 감도가 최대화된 필터를 생성하지만, 통과 대역 및 차단 대역 리플을 독립적으로 지정하는 능력은 상실된다. 이러한 필터의 경우 차수가 증가함에 따라 두 대역 모두의 리플은 감소하고 차단율은 증가한다. 최소 Q 타원 필터를 사용하여 필터 대역의 특정 최소 리플과 특정 차단율을 달성하기로 결정한 경우 필요한 차수는 일반적으로 최소 Q 제한이 없는 경우 필요한 차수보다 클 것이다. 이득의 절대값 이미지는 이전 섹션의 이미지와 매우 유사하게 보일 것이지만, 극점은 타원이 아닌 원형으로 배열된다. 극점은 고르게 분포되지 않고 ω 축에 영점이 있을 것이며, 극점이 고르게 분포된 원형으로 배열되고 영점이 없는 버터워스 필터와는 다르다.

## 다른 선형 필터와의 비교
다음은 동일한 개수의 계수를 사용하여 얻은 다른 일반적인 필터 유형과 함께 타원 필터를 보여주는 이미지이다.
이미지에서 명확하게 볼 수 있듯이 타원 필터는 다른 모든 필터보다 더 가파르지만, 전체 대역폭에서 리플을 보인다.

## 체비쇼프 전송 영점으로부터의 구성
타원 필터 차단 대역은 본질적으로 전송 영점을 갖는 체비쇼프 필터이며, 여기서 전송 영점은 등리플 차단 대역을 생성하는 방식으로 배열된다. 이를 감안할 때, 분자에 체비쇼프 반사 영점을 포함하고 분모에 전송 영점이 없는 체비쇼프 필터 특성 방정식 {\displaystyle K(s)}를, 타원 반사 영점을 분자에 포함하고 타원 전송 영점을 분모에 포함하는 타원 필터 {\displaystyle K(s)}로 변환하는 것이 가능하다. 이는 체비쇼프 반사 영점의 스케일링된 역으로부터 반복적으로 전송 영점을 생성하고, 전송 영점으로부터 등리플 체비쇼프 통과 대역을 다시 설정하고, 반복이 {\displaystyle K(s)}에 더 이상의 유의미한 변화를 생성하지 않을 때까지 반복함으로써 수행된다. 사용된 스케일링 인자 {\displaystyle \Omega _{c}}는 차단 대역과 통과 대역 차단 주파수의 비율이며 "선택성 인자"의 역으로도 알려져 있다. 타원 설계는 일반적으로 차단 대역 감쇠 요구 사항으로부터 지정되므로, {\displaystyle \Omega _{c}}는 위의 최소 차수 n을 설정하는 방정식으로부터 파생될 수 있다.
{\displaystyle \omega _{s}/\omega _{p}} 비율인 {\displaystyle \Omega _{c}}는 위의 최소 차수 n 문제를 n에서 {\displaystyle \Omega _{c}}를 찾기 위해 역으로 작업하여 파생될 수 있다.
{\displaystyle {\begin{aligned}n&={\text{ 극점 수 (필터 차수)}}\\q&=(16D)^{(-1/n)}\\0&=-q+u+2u^{5}+15u^{9}+150u^{13}\\u&={\text{ 위 방정식의 실수 근}}\\k&={\text{ 선택성 인자 }}={\sqrt {1-{\bigg (}{\frac {1-2u}{1+2u}}{\bigg )}^{4}}}\\\Omega _{c}&={\frac {\omega _{s}}{\omega _{p}}}={\frac {1}{k}}={\frac {1}{\sqrt {1-{\bigg (}{\frac {1-2u}{1+2u}}{\bigg )}^{4}}}}\\\end{aligned}}}
{\displaystyle \Omega _{c}} 및 감쇠 요구 사항으로부터 계산된 특성 다항식 {\displaystyle K(s)}는 고전적 변환 {\displaystyle G(s)={\sqrt {1/(1+\varepsilon ^{2}K(s)K(-s))}}{\bigg |}_{\text{LHP poles}}}을 사용하여 전달 함수 다항식 {\displaystyle G(s)}로 변환될 수 있으며, 여기서 {\displaystyle \varepsilon ^{2}=10^{Ap/10.}-1.}이고 {\displaystyle A_{p}}는 통과 대역 리플이다.

### 간단한 예제

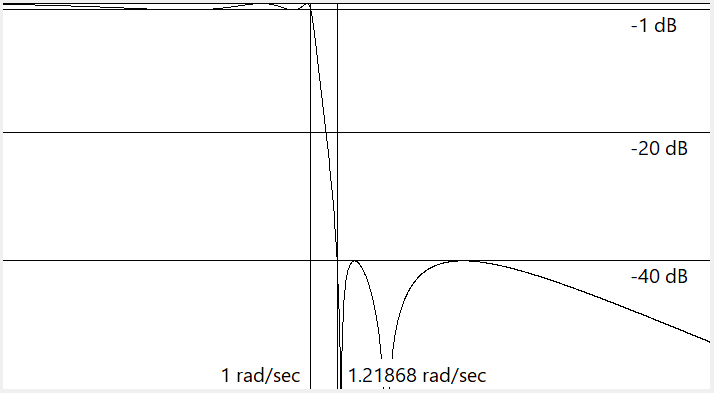
5극 타원 시뮬레이션

0부터 1 rad/sec까지 1 dB 통과 대역 리플과 최소 1.25 rad/sec부터 {\displaystyle \infty }까지 40 dB 차단 대역 리플을 갖는 타원 필터를 설계하라.
ceil() 함수를 적용하기 전에 n의 값을 계산하면 n은 4.83721900으로 계산되고 ceil() 함수를 적용하여 다음 정수인 5로 올림된다. 이는 지정된 설계 요구 사항을 충족하기 위해 5극 타원 필터가 필요하다는 것을 의미한다. 정확히 40 dB 감쇠의 차단 대역을 설계하는 데 필요한 {\displaystyle \Omega _{c}} 값을 계산하면 {\displaystyle \Omega _{c}}는 1.2186824로 계산된다.
다항식 스케일된 역함수는 각 근 s를 {\displaystyle \Omega _{c}/s}로 변환함으로써 수행될 수 있으며, 이는 다음과 같이 다항식을 반전하고 {\displaystyle \Omega _{c}}로 스케일링함으로써 쉽게 수행될 수 있다.
{\displaystyle {\begin{aligned}&as^{n}+bs^{n-1}\dots cs^{2}+ds^{1}+es^{0}\Longrightarrow ({\frac {e}{\Omega _{c}^{n}}})s^{n}+({\frac {d}{\Omega _{c}^{n-1}}})s^{n-1}\dots ({\frac {c}{\Omega _{c}^{2}}})s^{2}+({\frac {b}{\Omega _{c}^{1}}})s^{1}+({\frac {a}{\Omega _{c}^{0}}})s^{0}\\\end{aligned}}}
타원 설계 단계는 다음과 같다.
1. 1 dB 통과 대역 리플을 갖는 체비쇼프 필터를 설계한다.
2. 모든 반사 영점을 {\displaystyle \Omega _{c}}에 대해 반전하여 전송 영점을 생성한다.
3. 체비쇼프 전송 영점에서 설명된 프로세스를 사용하여 전송 영점으로부터 등리플 통과 대역을 생성한다.
4. 통과 대역과 차단 대역 모두 더 이상 눈에 띄게 변하지 않을 때까지 2단계와 3단계를 반복한다. 일반적으로 15~25번의 반복으로 1.e-15 정도의 계수 차이가 발생한다.

단계를 설명하기 위해 아래 K(s) 방정식은 표준 체비쇼프 K(s)로 시작한 다음 프로세스를 반복한다. 처음 세 번의 반복에서 눈에 띄는 차이가 보인다. 18번의 반복에 도달할 때까지 K(s)의 차이는 무시할 수 있게 된다. K(s) 계수의 변화가 설계 정확도 요구 사항을 충족할 만큼 충분히 작아지면 반복을 중단할 수 있다. 아래 K(s) 반복은 모두 {\displaystyle |K(j)|=1}로 정규화되었지만, 필요에 따라 마지막 반복까지 이 단계를 연기할 수 있다.
{\displaystyle {\begin{aligned}{\text{iteration 0: }}K(s)&={\frac {16s^{5}+20s^{3}+5s}{1}}\\{\text{iteration 1: }}K(s)&={\frac {9.2965947s^{5}+12.999133s^{3}+4.0025668s}{0.14167325s^{4}+0.84164496s^{2}+1}}\\{\text{iteration 2: }}K(s)&={\frac {8.6496472s^{5}+12.270597s^{3}+3.8746611s}{0.19518773s^{4}+0.94147634s^{2}+1}}\\&\vdots \\{\text{iteration 17: }}K(s)&={\frac {8.550086786383502s^{5}+12.157269873073034s^{3}+3.854163602012615s}{0.2043607336740334s^{4}+0.9573802183509494s^{2}+1}}\\{\text{iteration 18: }}K(s)&={\frac {8.550086786383422s^{5}+12.157269873072942s^{3}+3.854163602012599s}{0.2043607336740334s^{4}+0.9573802183509494s^{2}+1}}\\\end{aligned}}}
{\displaystyle G(s)} 전달 함수를 찾으려면 다음을 수행한다.
{\displaystyle {\begin{aligned}\varepsilon ^{2}&=10^{1dB/10.}-1.=.25892541\\G(s)&={\sqrt {G(s)G(-s)}}{\bigg |}_{\text{LHP poles}}={\sqrt {\frac {1}{1+\varepsilon ^{2}K(s)K(-s)}}}{\bigg |}_{\text{LHP poles}}={\sqrt {\frac {K(s)_{den}K(-s)_{den}}{K(s)_{den}K(-s)_{den}+\varepsilon ^{2}K(s)_{num}K(-s)_{num}}}}{\bigg |}_{\text{LHP poles}}\\&={\frac {0.20436073s^{4}+0.95738022s^{2}+1}{{\sqrt {-18.928479s^{10}-53.78661s^{8}-54.942632s^{6}-22.939175s^{4}-1.931467+1}}{\bigg |}_{\text{LHP poles}}}}\\\end{aligned}}}
왼쪽 절반 평면에서 {\displaystyle G(s)}를 얻으려면 근 찾기 알고리즘을 사용하여 분자와 분모를 인수분해하여 근을 얻는다. 분모의 오른쪽 절반 평면에 있는 모든 근, 분자의 반복되는 근의 절반을 버리고 나머지 근으로 {\displaystyle G(s)}를 다시 구성한다. 일반적으로 {\displaystyle s=0}에서 {\displaystyle |G(s)|}를 1로 정규화한다.
{\displaystyle {\begin{aligned}&G(s)={\frac {0.20436073s^{4}+0.95738022s^{2}+1}{4.3506872s^{5}+4.0174213s^{4}+8.0362343s^{3}+4.9129149s^{2}+3.4288915s+1}}\\\end{aligned}}}
예제 {\displaystyle G(s)}가 올바른지 확인하기 위해 {\displaystyle j\omega }를 따라 {\displaystyle G(s)}의 플롯이 1 dB 통과 대역 리플, 1 rad/sec 차단 주파수, 1.21868 rad/sec에서 시작하는 40 dB 차단 대역 감쇠와 함께 아래에 표시된다.

## 짝수 차수 수정
짝수 차수 타원 필터는 수동 요소(일반적으로 인덕터, 커패시터 및 전송선)로 구현되고 각 측면에 동일한 값이 있는 종료 장치를 사용하는 경우 결합 코일을 사용하지 않고는 기존의 타원 전달 함수로 구현할 수 없다. 이는 산란 행렬 S12 값이 {\displaystyle \omega =0}에서의 S12 값을 초과하고 {\displaystyle \omega =\infty }에서 유한한 S12 값이 존재하는 결과를 가져오는 짝수 차수 체비쇼프 반사 영점 및 전송 영점을 수용할 수 없는 물리적 한계 때문이다. 통과 대역 S12를 수용하기 위해 종료 장치 중 하나를 증가시키거나 감소시켜 필터를 설계하는 것이 불가능한 경우, 타원 전달 함수는 통과 대역 및 차단 대역의 등리플 응답을 유지하면서 가장 낮은 짝수 차수 반사 영점을 {\displaystyle \omega =0}으로, 가장 높은 짝수 차수 전송 영점을 {\displaystyle \infty }으로 이동하도록 수정해야 한다.
필요한 수정에는 타원 전달 함수의 각 극점과 영점을 매핑하는 방식이 포함되며, 이는 가장 낮은 주파수 반사 영점을 0으로, 가장 높은 주파수 전송 영점을 {\displaystyle \infty }으로 매핑하고, 등리플 통과 대역 및 차단 대역을 유지하기 위해 나머지 극점과 영점을 필요한 대로 매핑한다. 가장 낮은 주파수 반사 영점은 {\displaystyle K(s)} 분자를 인수분해하여 찾을 수 있고, 가장 높은 주파수 전송 영점은 {\displaystyle K(s)} 분모를 인수분해하여 찾을 수 있다.
반사 영점을 변환하기 위해 다음 방정식이 {\displaystyle K(s)}의 모든 극점과 영점에 적용된다. 이론적으로 변환 연산은 {\displaystyle K(s)} 또는 {\displaystyle G(s)} 중 하나에서 수행될 수 있지만, 반사 영점은 {\displaystyle K(s)}에서 추출되어야 하므로 일반적으로 {\displaystyle K(s)}에서 변환 연산을 수행하는 것이 더 효율적이다.
{\displaystyle R_{i}'={\sqrt {\frac {R_{i}^{2}+\omega _{LO}^{2}}{1-\omega _{LO}^{2}}}}}
여기서:
{\displaystyle R_{i}}는 원래 타원 함수 영점 또는 극점
{\displaystyle R_{i}'}는 수정된 짝수 차수 전달 함수에 대한 매핑된 영점 또는 극점
{\displaystyle \omega _{LO}}는 통과 대역에서 가장 낮은 주파수 반사 영점
{\displaystyle R_{i}'}의 허수 성분 부호는 원래 {\displaystyle R_{i}}의 부호에 의해 결정된다.
전송 영점을 변환하기 위해 다음 방정식이 {\displaystyle K(s)}의 모든 극점과 영점에 적용된다. 이론적으로 변환 연산은 {\displaystyle K(s)} 또는 {\displaystyle G(s)} 중 하나에서 수행될 수 있지만, 반사 영점이 {\displaystyle K(s)}에서 추출되어야 하는 경우 {\displaystyle K(s)}에서 변환 연산을 수행하는 것이 더 효율적일 수 있다.
{\displaystyle R_{i}'={\sqrt {\frac {(\omega _{HI}^{2}-1)R_{i}^{2}}{\omega _{HI}^{2}+R_{i}^{2}}}}}
여기서:
{\displaystyle R_{i}}는 원래 타원 함수 영점 또는 극점
{\displaystyle R_{i}'}는 수정된 짝수 차수 전달 함수에 대한 매핑된 영점 또는 극점
{\displaystyle \omega _{HI}}는 통과 대역에서 가장 높은 주파수 전송 영점
{\displaystyle R_{i}'}의 허수 성분 부호는 원래 {\displaystyle R_{i}}의 부호에 의해 결정된다. {\displaystyle G(s)}에서 작업하는 경우 {\displaystyle R_{i}'}의 실수 성분 부호는 왼쪽 절반 평면 요구 사항을 충족하기 위해 음수여야 한다.
모든 응용 프로그램은 통과 및 정지 변환이 모두 필요하다는 점에 유의하는 것이 중요하다. 예를 들어, 수동 네트워크 딥렉서는 짝수 차수 정지 대역 변환만 필요하며 변환되지 않은 짝수 차수 통과 대역으로 더 효율적으로 작동한다.
{\displaystyle G(s)}가 완료되면 {\displaystyle \omega =0}에서 S12의 산란 행렬 값이 1이고 {\displaystyle \omega =\infty }에서 0인 등리플 전달 함수가 생성되어 수동적으로 동일하게 종료된 네트워크로 구현될 수 있다.
아래 그림은 가장 낮은 주파수 반사 영점을 유한 주파수에서 0으로, 가장 높은 주파수 전송 영점을 {\displaystyle \infty }로 재배치하여 통과 대역 및 차단 대역 주파수 응답의 등리플을 유지하면서 짝수 차수 동일 종료 수동 네트워크를 지원하도록 수정된 8차 타원 필터를 보여준다.

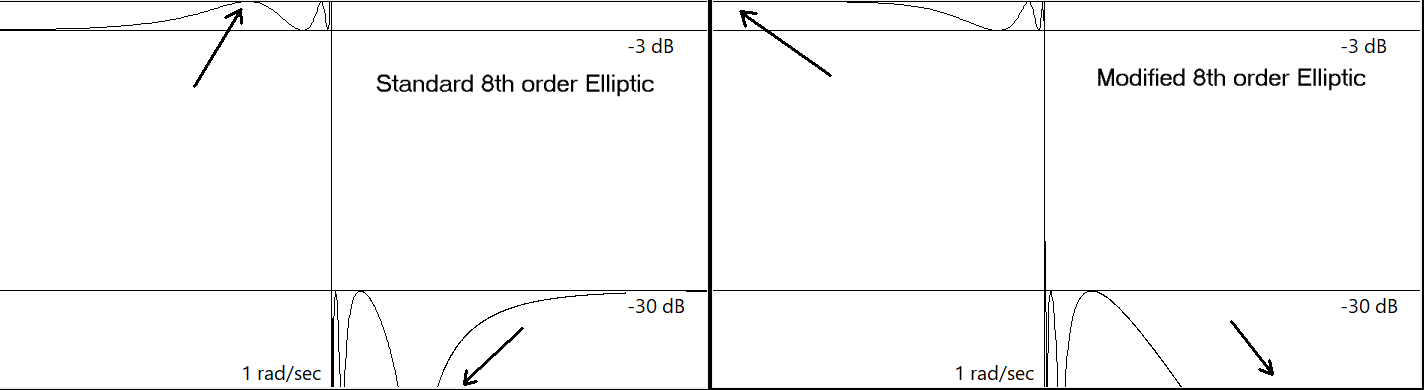
짝수 차수 수정된 타원 그림

위의 타원 구성 단락의 {\displaystyle \Omega _{c}} 및 차수 계산은 수정되지 않은 타원 필터 전용이다. 짝수 차수 수정은 통과 대역 또는 차단 대역 감쇠에 영향을 미치지 않지만, 차수 및 {\displaystyle \Omega _{c}} 계산에서 약간의 오류가 예상된다. 따라서 통과 대역 및 차단 대역 감쇠를 보존하려면 모든 {\displaystyle K(s)} 반복이 완료된 후 짝수 차수 수정을 적용하는 것이 중요하다. 짝수 차수 수정된 타원 함수가 {\displaystyle \Omega _{c}} 요구 사항에서 생성된 경우 실제 {\displaystyle \Omega _{c}}는 설계 {\displaystyle \Omega _{c}}보다 약간 클 것이다. 마찬가지로 차수 n 계산은 실제 필요한 차수보다 작은 값을 초래할 수 있다.

## 아워글라스 구현

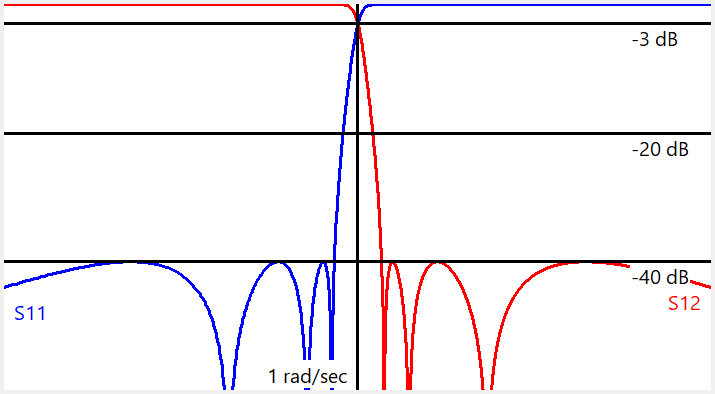
7극 아워글라스 역 S11 및 S12 주파수 응답

아워글라스 필터는 3.01 dB 정규화된 차단 감쇠 주파수 1 rad/sec에 대해 반사 영점이 전송 영점의 역수인 특별한 경우의 필터이며, 이로 인해 필터의 모든 극점이 단위 원상에 존재한다. 타원 아워글라스 구현은 통과 대역이 더 평탄하다는 점에서 역 체비쇼프 필터보다 장점이 있으며, 군지연이 차단 주파수에서 덜 날카로운 피크를 갖는다는 점에서 기존 타원 필터보다 장점이 있다.

### 합성 과정
아워글라스 필터를 합성하는 가장 간단한 방법은 지정된 설계 차단 대역 감쇠 As와 손실이 없는 사단자 회로망 요구 사항인 산란 파라미터 {\displaystyle |S_{11}|^{2}+|S_{12}|^{2}=1}을 충족하는 계산된 통과 대역 감쇠로 타원 필터를 설계하는 것이다. 잘 알려진 dB 크기에서 산술 변환 {\displaystyle (S_{ij})_{dB}=20log_{10}(|S_{ij}|_{arith})}과 함께 대수 조작은 다음 통과 대역 감쇠 계산 요구 사항을 제공한다.
{\displaystyle A_{p}=-10\log _{10}{(1.-10^{(-A_{s}/10)})}}
위에 정의된 Ap는 아직 알려지지 않은 3.01 dB 차단 주파수에 대해 역 반사 및 전송 영점을 생성한다. 1 rad/sec의 통과 대역 주파수로 타원 필터를 설계하려면 3.01 dB 감쇠 주파수를 결정해야 하며 그 주파수를 사용하여 타원 설계 다항식을 역으로 스케일링해야 한다. 결과는 정규화된 주파수 1 rad/sec에서 3.01 dB 감쇠를 갖는 다항식이 될 것이다. 뉴턴 방법 또는 근 찾기 알고리즘으로 방정식을 직접 해결하여 3.01 dB 감쇠 주파수를 결정할 수 있다.

#### 뉴턴 방법을 사용한 주파수 스케일링
{\displaystyle G(s)}가 3.01 dB 주파수를 찾는 아워글라스 전달 함수이고 {\displaystyle \omega _{c}}가 찾는 3 dB 주파수인 경우, {\displaystyle \omega _{c}}를 찾는 데 아래 단계를 사용할 수 있다.
1. {\displaystyle G(s)G(-s)}가 아직 없다면 {\displaystyle G(s)}에 {\displaystyle G(-s)}를 곱하여 {\displaystyle G(s)G(-s)}를 얻는다.
2. {\displaystyle (n+2)}가 {\displaystyle 4}로 나누어떨어질 때 {\displaystyle s^{n}}의 모든 항을 음수로 만든다. 이는 {\displaystyle s^{2}}, {\displaystyle s^{6}}, {\displaystyle s^{10}} 등이다. 수정된 함수는 {\displaystyle G_{2}(s)G_{2}(-s)}라고 불리며, 이 수정은 다항식 및 그 미분을 평가할 때 복소수 대신 실수를 사용할 수 있게 한다. 이제 실수 {\displaystyle \omega _{a}}를 복소수 {\displaystyle j\omega _{a}} 대신 사용할 수 있다.
3. 원하는 감쇠값(dB 단위) {\displaystyle A_{dB}}를 {\displaystyle B_{arith}^{2}=10^{A_{dB}/10}}을 사용하여 제곱된 산술 이득 값 {\displaystyle B_{arith}^{2}}으로 변환한다. 예를 들어, 3.010 dB는 0.5로, 1 dB는 0.79432823 등으로 변환된다.
4. 실수 값 {\displaystyle \omega _{a}}를 사용하여 뉴턴 방법에서 수정된 {\displaystyle |G_{2}(s)G_{2}(-s)|}를 계산한다. 항상 절대값을 취한다.
5. 실수 값 {\displaystyle \omega _{a}}에 대해 수정된 {\displaystyle G_{2}(\omega _{a})G_{2}(-\omega _{a})}의 미분을 계산한다. 미분의 절대값을 취하지 않는다.

1)부터 4)까지의 단계가 완료되면 뉴턴 방법을 포함하는 표현식을 다음과 같이 작성할 수 있다.
{\displaystyle \omega _{a}=\omega _{a}-([G_{2}(\omega _{a})G_{2}(-\omega _{a})|-B^{2})/(d[G_{2}(\omega _{a})G_{2}(-\omega _{a})]/d\omega _{a})}
복소수 산술이 필요 없이 {\displaystyle \omega _{a}}에 실수 값을 사용한다. 반복 초기에는 {\displaystyle \omega _{a}}가 음수로 가는 것을 방지하기 위해 {\displaystyle \omega _{a}}의 이동을 제한하여 신뢰도를 높여야 한다. 수렴이 완료되면 {\displaystyle \omega _{a}}를 원래 {\displaystyle G(s)} 전달 함수 분모를 스케일링하는 데 사용할 수 있는 {\displaystyle \omega _{c}}로 사용할 수 있다. 수정된 {\displaystyle G(s)}의 감쇠는 1 rad/sec에서 거의 정확하게 원하는 값이 된다. 제대로 수행되면 소수 및 매우 큰 차수의 필터 모두에 대해 넓은 범위의 원하는 감쇠 값에 대한 감쇠를 설정하는 데 몇 번의 반복만 필요하다.

#### 근 찾기를 사용한 주파수 스케일링
{\displaystyle |G(j\omega _{a})|}는 어떤 위상 정보도 포함하지 않으므로 전달 함수를 직접 인수분해해도 사용할 수 있는 결과가 나오지 않는다. 그러나 전달 함수는 {\displaystyle G(-s)}를 곱하여 수정될 수 있으며, 이는 {\displaystyle G(j\omega a)}의 모든 홀수 차수를 제거하고, 결과적으로 {\displaystyle G(j\omega a)}가 모든 주파수에서 실수가 되도록 하고, 그 다음 원하는 주의 제곱을 야기하는 주파수를 찾는다.
1. {\displaystyle G(s)G(-s)}가 아직 없다면 {\displaystyle G(s)}에 {\displaystyle G(-s)}를 곱하여 {\displaystyle G(s)G(-s)}를 얻는다.
2. 원하는 감쇠값(dB 단위) {\displaystyle A_{dB}}를 {\displaystyle B_{arith}^{2}=10^{A_{dB}/10}}을 사용하여 제곱된 산술 이득 값 {\displaystyle B_{arith}^{2}}으로 변환한다. 예를 들어, 3.010 dB는 0.5로, 1 dB는 0.79432823 등으로 변환된다.
3. {\displaystyle P(S)=G_{num}(S)G_{num}(-S)-B_{arith}^{2}G_{den}(S)G_{den}(-S)}를 찾는다.
4. 근 찾기 알고리즘을 사용하여 P(S)의 근을 찾는다.
5. 위에서 얻은 근 집합에서 {\displaystyle \omega _{c}}에 대해 모든 차수 필터는 양의 허수 근을, 짝수 차수 필터는 양의 실수 근을 선택한다.

#### 전달 함수 스케일링
{\displaystyle \omega _{c}}가 결정되면 아워글라스 전달 함수 다항식을 다음과 같이 스케일링할 수 있다.
{\displaystyle {\begin{aligned}G(s)_{\text{orig}}&={\frac {N_{nn}s^{nn}+\dots +N_{2}s^{2}+N_{1}s+N_{0}}{D_{nn}s^{nd}+\dots +D_{2}s^{2}+D_{1}s+D_{0}}}{\text{ (원래 스케일되지 않은 전달 함수 다항식)}}\\G(s)_{\text{ scaled}}&={\frac {N_{nn}(\omega _{c}s)^{nn}+\dots +N_{2}(\omega _{c}s)^{2}+N_{1}\omega _{c}s+N_{0}}{D_{nn}(\omega _{c}s)^{nd}+\dots +D_{2}(\omega _{c}s)^{2}+D_{1}\omega _{c}s+D_{0}}}{\text{ (}}3.01{\text{ dB at 1 rad/sec 스케일된 전달 함수 다항식)}}\\\omega _{c}&=|G(s)|{\text{  3.01 dB 감쇠 주파수 }}\\nn,nd&={\text{ 분자 및 분모의 차수}}\\N,D&={\text{ 분자 및 분모의 계수}}\\\end{aligned}}}

### 짝수 차수 수정
짝수 차수 아워글라스 필터는 다른 타원 필터와 동일하게 동일하게 종료된 수동 네트워크에 대한 제한 사항이 있다. 타원 필터 문제를 해결하는 동일한 짝수 차수 수정은 아워글라스 필터 문제도 해결한다.